# Хождение Богородицы по мукам
«Хожде́ние Богоро́дицы по му́кам»  — довольно популярный в славянской письменности апокриф, представляющий собой перевод и отчасти переделку греческого «Откровения пресвятой Богородицы». Текст описывает муки грешников в аду. Пользовался особой популярностью у старообрядцев.
Древнейший список «Хождения», относящийся к XII веку, был издан И. И. Срезневским, параллельно с греческим текстом, в «Древнем памятнике языка и письма» (1863).

## Содержание
Апокриф описывает мучение грешников в аду. Богородица после молитвы на Елеонской горе в сопровождении архангела Михаила проходит места, где мучаются грешники. В первом месте мучились язычники, почитающие Трояна, Велеса и Перуна. В другом месте была тьма. В третьем — огненная река, где казнились те, кто был проклят родителями, ел человеческое мясо или лжесвидетельствовал. Затем Богородица увидела ростовщика, который висел вниз головой и был пожираем червями. Дальше была подвешенная за зубы сплетница. На севере ада мучились на раскалённых скамьях и огненных столах грешники, которые опаздывали на воскресное богослужение или не приветствовали священников. Также в аду описывается железное дерево, на котором за языки были подвешены клеветники. Особое место среди грешников занимают нерадивые церковные служители, уважаемые на земле патриархи и епископы, а также попадьи (жёны священников, попов), повторно вышедшие замуж. Для лукавых христиан было приготовлено огненное озеро.
Поражённая мучениями, Богородица обращается к Господу с мольбой об облегчении участи грешников: «Владыка, я не прошу за неверных жидов, но прошу милосердия твоего для христиан». Её мольбу поддерживают пророки, апостолы и евангелисты. Господь по молитвам Матери даёт облегчение грешникам, заключающееся в том, что мучения их прекращаются на время «от Великого четверга до Троицина дня» — только для христиан; помиловать же совершенно Христос соглашается их только в том случае, если Богоматерь снова увидит Его распятым на кресте.

## Издания
- Срезневский И. И, Древние памятники русского письма и языка (X—XIV вв.): Общее повременное обозрение. — СПб., 1863. — С. 204—217.
- Тихонравов Н. С., Памятники отречённой русской литературы. — М., 1863. — Т 2. — С. 23—39.
- Хождение Богородицы по мукам / Подг. текста, перевод и комм. М. В. Рождественской // ПЛДР: XII век. — М., 1980. — С. 166—183, 651—652.
- перевод Марии и Вадима Витковских, 2001 г., в: Апокрифические апокалипсисы. Под ред. Витковская, М. Г., Витковский, В. Е. Серия: Античное христианство. — Издательство: СПб.: Алетейя, 279 страниц, 2001. ISBN 5-89329-223-5, с.238-251[2]

## Влияния
На «Хождение» оказали влияние «Житие преподобного Василия Нового», «Слово» Палладия-мниха (монаха, 368—430) и другие сочинения.
«Хождение» повлияло на народную поэзию, в частности на создание духовных стихов. Особенно заметно это влияние на стихе «об нынешнем веке и о будущем», где повторяются многие изречения «Хождения…».
Некоторые мотивы «Хождения Богородицы по мукам» использовал в своём творчестве Ф. М. Достоевский, в частности, при написании главы «Великий инквизитор» романа «Братья Карамазовы».